# 紀尾井ホール室内管弦楽団
紀尾井ホール室内管弦楽団（きおいホールしつないかんげんがくだん、Kioi Hall Chamber Orchestra Tokyo）は、1995年にオープンした東京都千代田区紀尾井町の日本製鉄紀尾井ホールのレジデントオーケストラ。2017年以前は「紀尾井シンフォニエッタ東京」と称した。

## 概要
設立時から尾高忠明が首席指揮者を務めた（現桂冠名誉指揮者）。現在は（公財）日本製鉄文化財団により運営されており、年間4回8公演で定期演奏会を実施している
。
2000年にはオランダ、オーストリア公演、2005年にはドレスデン音楽祭のレジデントオーケストラとして招かれた。日本を代表する室内オーケストラの１つである。
2017年4月より、名称を現行の「紀尾井ホール室内管弦楽団」に改称。同時に、ウィーン・フィルハーモニー管弦楽団コンサートマスターのライナー・ホーネックが首席指揮者に就任(2022年まで)。2022年からトレバー・ピノックが首席指揮者を務める。